# Flecken-Rußeule
Die Flecken-Rußeule (Tyto multipunctata) ist eine Art aus der Familie der Schleiereulen. Sie kommt ausschließlich in Australien vor.

## Erscheinungsbild
Die Flecken-Rußeule erreicht eine Körperlänge von 32 bis 38 Zentimetern und wiegt ca. 450 Gramm. Das Gefieder ist rußgrau bis dunkel silbergrau. Die Körperunterseite ist etwas heller. Sowohl auf der Körperunter- als auch der -oberseite weist das Gefieder weiße Flecken auf. Der Schwanz ist verhältnismäßig kurz. Die Augen sind für eine Schleiereulenart verhältnismäßig groß. Der Gesichtsschleier ist grauweiß. Sie weist damit Ähnlichkeit mit der Rußeule auf. Diese Art ist allerdings etwas größer und hat ein noch dunkleres Gefieder.

## Verbreitung, Lebensraum und Lebensweise
Die Flecken-Rußeule kommt ausschließlich im äußersten Nordosten Australiens vor. Der Lebensraum sind Regenwälder und feuchte Eukalyptuswälder mit hohen Bäumen. Die Höhenverbreitung reicht von der Tiefebene bis in Höhenlagen von 300 Metern.
Die Flecken-Rußeule ist ausschließlich nachtaktiv. Sie verbringt den Tag im dichten Blattwerk von Baumkronen, zwischen Luftwurzeln oder in Höhlen sowie an überhängenden Flussufern. Ihr Nahrungsspektrum umfasst überwiegend kleine Säugetiere. In geringerem Maße spielen auch Kleinvögel und Insekten eine Rolle. Ungewöhnlich an ihr ist, dass sie auch während stärkerer Regenfälle jagt. Ihr Territorium umfasst etwa 50 bis 60 Hektar und sie nutzt Baumhöhlen zum Nisten. Die Paarung findet meistens in der Baumhöhle statt. Das Gelege besteht aus ein bis zwei weißen Eiern. Es brütet allein das Weibchen. Die Brutzeit beträgt 40 bis 42 Tage. Meist wird nur ein Jungvogel flügge.

## Belege

### Einzelbelege
1. 1 2   König et al., S. 228